# Ciechanowiec
Ciechanowiec – miasto w Polsce na Wysoczyźnie Drohiczyńskiej, w województwie podlaskim, w powiecie wysokomazowieckim, siedziba gminy miejsko-wiejskiej Ciechanowiec.
Miasto prywatne posiadało prawo magdeburskie przed 1429 rokiem, położone było w ziemi drohickiej województwa podlaskiego. Część polska Ciechanowca była miastem prywatnym Królestwa Kongresowego, położonym w 1827 roku w powiecie tykocińskim, obwodzie łomżyńskim województwa augustowskiego. W latach 1975–1998 miasto administracyjnie należało do województwa łomżyńskiego.
Według danych GUS z 1 stycznia 2024 r. Ciechanowiec liczył 4372 mieszkańców.
Ciechanowiec leży w odległości 130 km od Warszawy, na trasie turystycznej do Białowieży, w Obszarze Chronionego Krajobrazu Doliny Bugu i Nurca, na skrzyżowaniu dróg z Ostrowi Mazowieckiej do Bielska Podlaskiego i z Siemiatycz do Zambrowa.
Przez Ciechanowiec przebiegają trzy drogi wojewódzkie 690, 681 i 694.
Jest jednym z najstarszych miast Podlasia, leży nad Nurcem, prawym dopływem Bugu. Na lewym, wschodnim brzegu rzeki znajduje się starsza część Ciechanowca z dawnym rynkiem, kościołem, cerkwią, dawną synagogą i najważniejszymi urzędami, na prawym zaś znajduje się Muzeum Rolnictwa.

## Historia

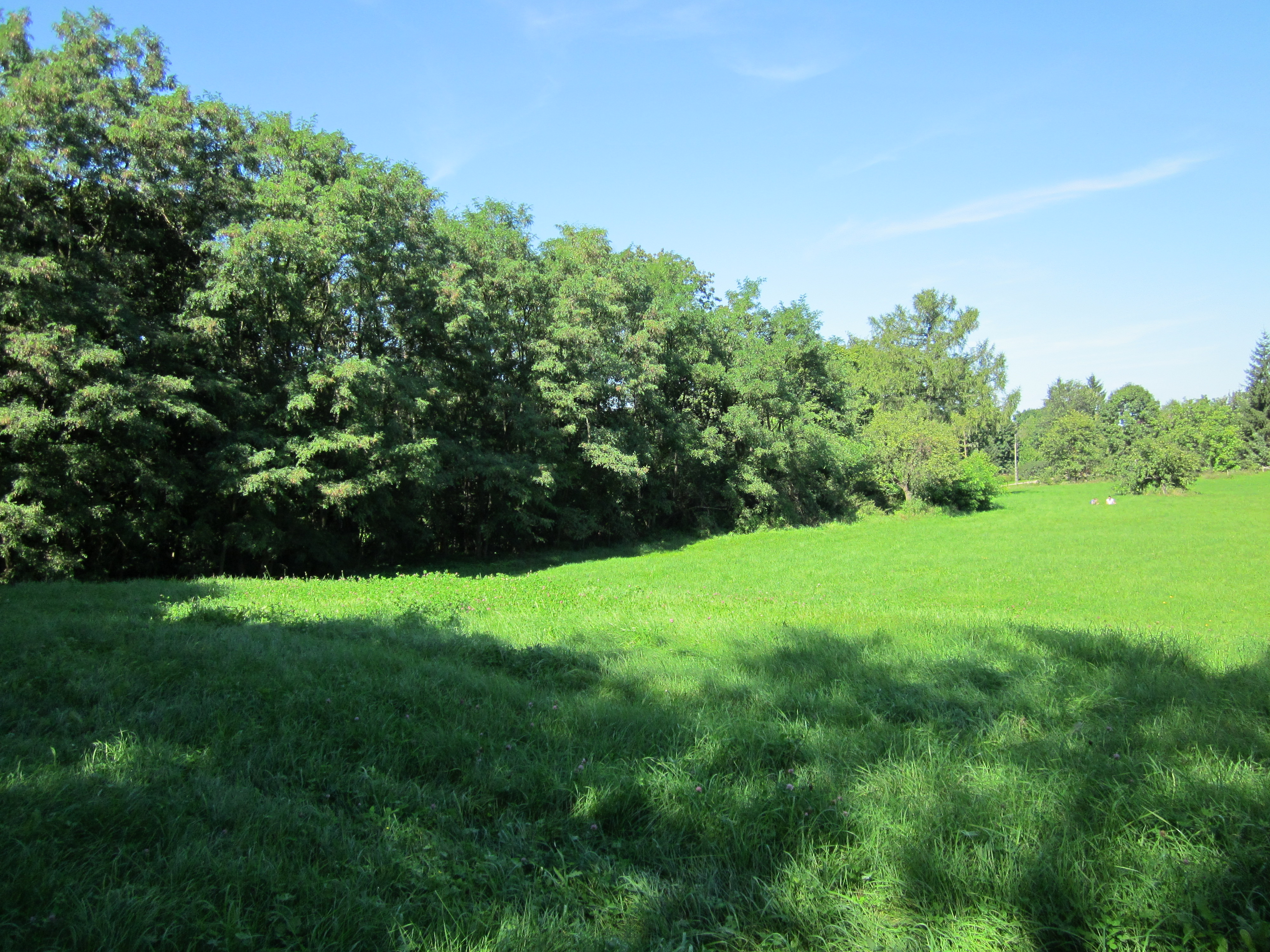
Teren z reliktami fundamentów – pozostałości po zamku Kiszków

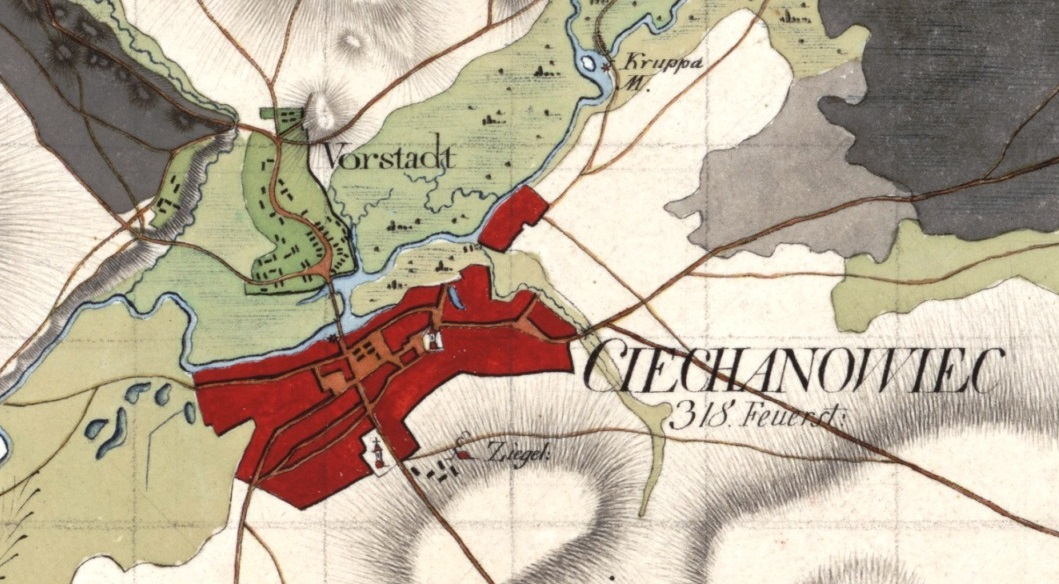
Ciechanowiec na fragmencie mapy z 1795 roku

Ciechanowiec miejskie prawa magdeburskie otrzymał w 1429 roku od litewskiego księcia Witolda Kiejstutowicza lub mazowieckiego księcia Janusza I Starszego. W roku 1446 istniała w Ciechanowcu parafia rzymskokatolicka. W najstarszych dokumentach nazwę miasta zapisywano jako Czyechonowecz (w 1500 r.), a także Techonowcy (1535-1536). Najstarsze zachowane dokumenty miejskie pochodzą z XVI wieku.

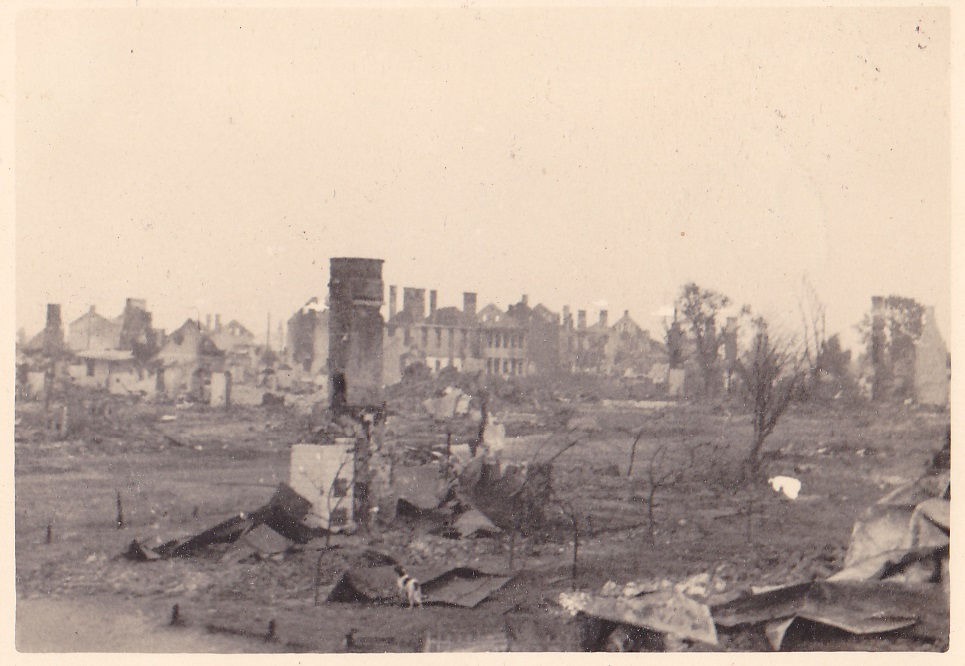
Ruiny miasta – II wojna światowa

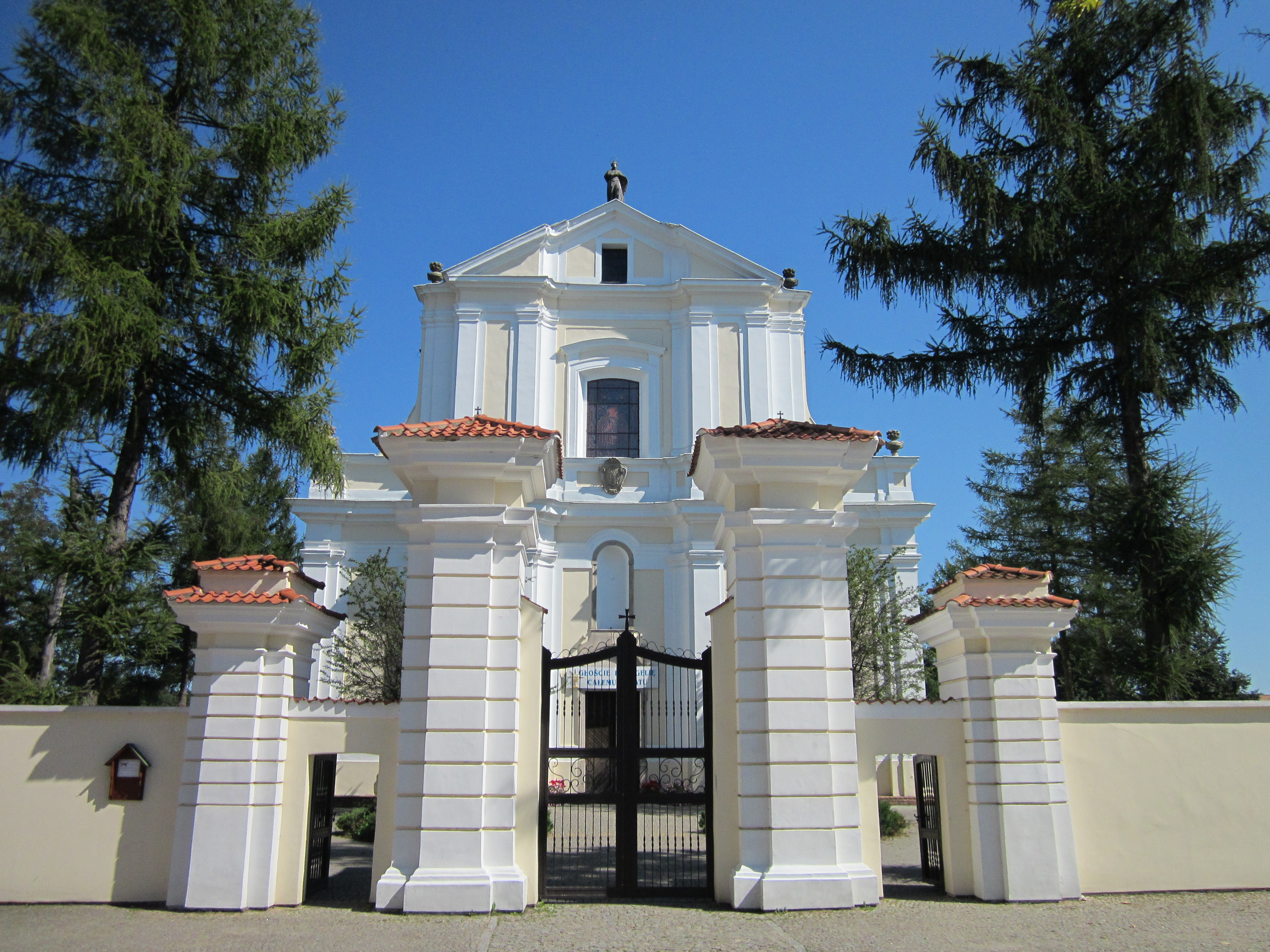
Fasada kościoła pw. Trójcy Przenajświętszej z XVIII w.

W XVI wieku miasto należało do rodu Kiszków. W połowie XVI wieku kasztelan trocki Piotr Kiszka zbudował zamek na prawym brzegu Nurca, na północny wschód od miasta. W latach 1617–1642 Mikołaj Kiszka wzmocnił zamek otaczając go czworobocznymi fortyfikacjami ziemnymi. W 1649 r. wojewoda połocki Janusz Kiszka (1586-1654), sprzedał Stary Ciechanowiec Konstantemu Eustachemu Zalewskiemu. Kolejnym właścicielem był podkomorzy drohicki Jerzy Monwid Irzykowicz (zm. 1659). Około 1656-1657 roku miasto i zamek zostały zniszczone podczas Potopu szwedzkiego. Kolejną właścicielką była Eleonora z Irzykowiczów Bremerowa, która wyszła za pułkownika Idziego Bremera de Britmar (zm. 1662), a następnie wyszła za pisarza nurskiego Nikodema Jabłonowskiego. Kolejną właścicielką była córka Idziego i Eleonory, Marianna Bremerowa, która wyszła za chorążego nurskiego Jerzego Hieronima Ossolińskiego. Przypuszczalnie kolejne zniszczenia miastu przyniosła III wojna północna tocząca się na ziemiach polskich w latach 1700–1706.
W 1703 r. Ciechanowiec kupił chorąży drohicki Franciszek Maksymilian Ossoliński z Rudki (1676-1756). Po nim miasto odziedziczył jego syn Tomasz Konstanty Ossoliński (1716-1782). W latach 1736–1739 powstał murowany kościół Trójcy Przenajświętszej i barokowy szpital i klasztor sióstr miłosierdzia, wedle projektu warmińskiego architekta Jana Adriana Kluka. Jego syn, ks. Jan Krzysztof Kluk (1739–1796), miejscowy proboszcz, poświęcił się przyrodoznawstwu, stając się jednym z najważniejszych polskich przyrodników doby Oświecenia.
W okresie rozbiorów Ciechanowiec początkowo (1795–1807) przypadł Prusom, a po kongresie wiedeńskim – Rosji. Wówczas miasto zostało podzielone na dwie części. Prawobrzeżna część (zwana Nowym Miastem lub „polską stroną”), znalazła się w granicach Królestwa Polskiego, zaś lewobrzeżne Stare Miasto („ruska strona”) – w Rosji. Stare Miasto w latach 1829–1888 było własnością Stefana Ciecierskiego, który w 1850 roku ufundował w mieście pomnik botanika księdza Krzysztofa Kluka. W 1842 roku władze rosyjskie zamknęły szpital i klasztor Sióstr Miłosierdzia. W czasie Powstania styczniowego dawny szpital zajął w 1863 roku batalion rosyjski pod dowództwem majora Korfa, który prowadził pacyfikacje okolic Ciechanowca dopuszczając się licznych okrucieństw. W wyniku powstania prawobrzeżny Nowy Ciechanowiec stracił prawa miejskie w 1870 r. Pod koniec XIX w. rozwinął się w mieście przemysł włókienniczy. Ciechanowiec słynął także z targów konnych. Miasto poniosło znaczne zniszczenia w 1915 roku w czasie I wojny światowej, gdy m.in. spalono zamek. Kolejne zniszczenia nastąpiły w czasie wojny polsko-bolszewickiej, które były powoli naprawiane w okresie międzywojennym. Wówczas to miasto znane było z dużej liczby warsztatów, głównie żydowskich. Liczba Żydów wzrosła w tym czasie do ok. 55% mieszkańców miasta.
W roku 1921 w Ciechanowcu (miasto), który znajdował się w pow. Bielsk naliczono 344 budynki z przeznaczeniem mieszkalnym i 17 inne zamieszkałe (w tym 1 budynek niezn.) oraz 3291 mieszkańców (1525 mężczyzn i 1766 kobiet). Narodowość polską zgłosiło 1653, żydowską 1603, białoruską 11, niemiecką 21 i rosyjską 3.
W Ciechanowcu (osada miejska), który był w pow. Wysokie Mazowieckie, gm. Klukowo znajdowały się 193 budynki z przeznaczeniem mieszkalnym i 18 inne zamieszkałe oraz 1658 mieszkańców (776 mężczyzn i 882 kobiet). Narodowość polską podały 736 osoby, żydowską 919 oraz 1 niemiecką, 2 inną.
W 1938 do lewobrzeżnego Ciechanowca (położonego wówczas w powiecie bielskim) przyłączono prawobrzeżną część miasta (o statusie osady), położoną dotychczas w powiecie wysokomazowieckim (w gminie Klukowo).
Podczas II wojny światowej miasto niszczyli – w myśl Paktu Ribbentrop-Mołotow najpierw żołnierze Armii Czerwonej, a od czerwca 1941 – wojska niemieckie.
W listopadzie 1941 Niemcy utworzyli w Ciechanowcu getto dla ludności żydowskiej. Składało się ono z dwóch części położonych po obu stronach rzeki Nurzec (w rejonie ulic: Drohickiej, Wspólnej i Kościuszki oraz Łomżyńskiej i Kuczyńskiej). Ogółem przez getto przeszło ok. 4 tys. osób. W czasie jego istnienia Niemcy zamordowali ok. 80 żydowskich mężczyzn w Pobikrach, kilkadziesiąt na uroczysku Ciarki, 20 osób w Kuczynie i tyle samo na podwórzu posterunku żandarmerii w Ciechanowcu. 15 października 1942 większość mieszkańców getta wywieziono do obozu zagłady w Treblince, ok. 700 osób rozstrzelano na miejscu, a 60 udało się zbiec. Getto zostało zlikwidowane 2 listopada 1942.
Po wojnie odbudowa trwała długo – miasto nie odzyskało już dawnego znaczenia oraz liczby ludności. Pozostało także na uboczu głównych szlaków komunikacyjnych.

## Obiektyzabytkowe

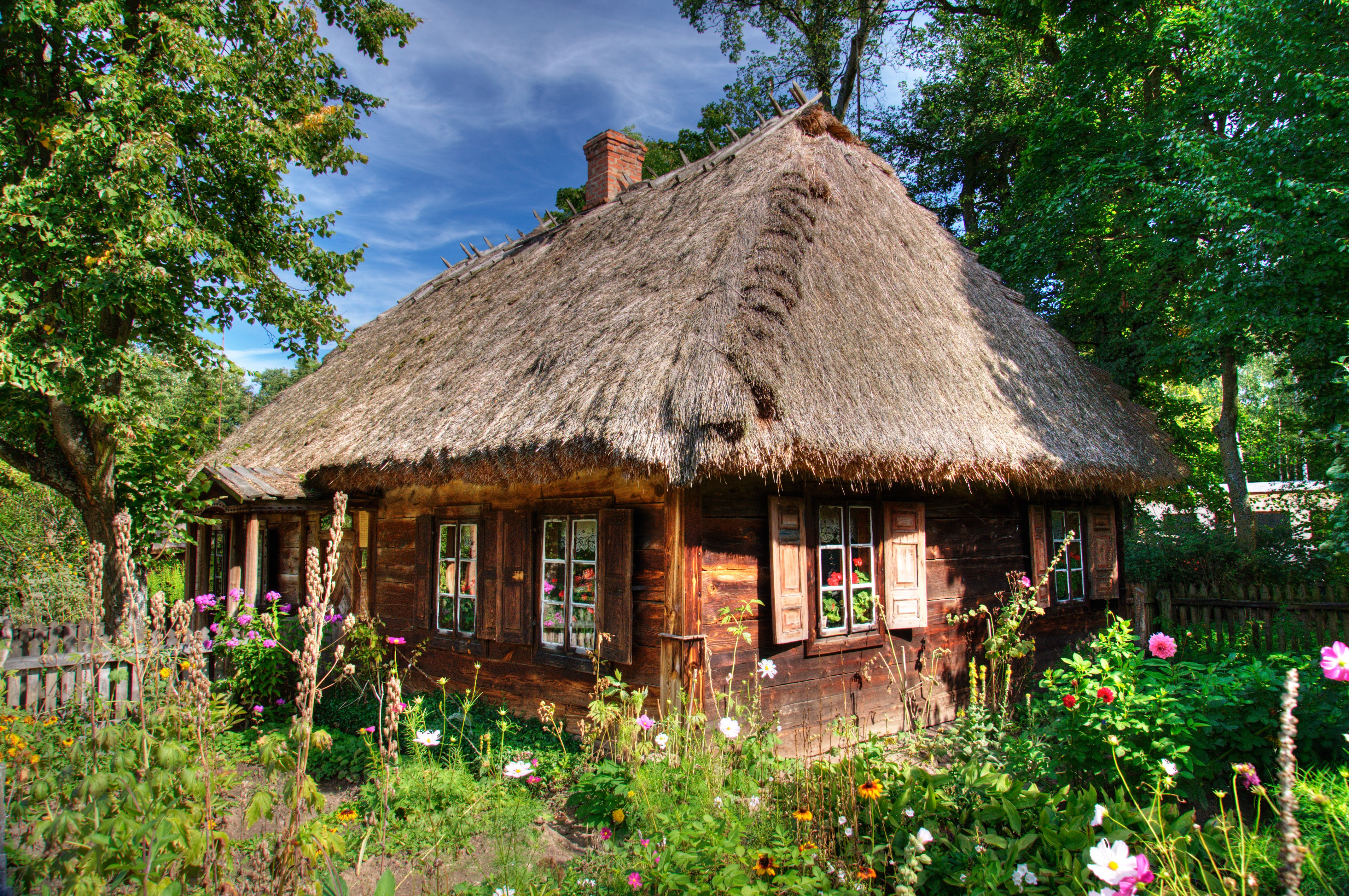
Chata z Muzeum Rolnictwa im. ks. Krzysztofa Kluka w Ciechanowcu

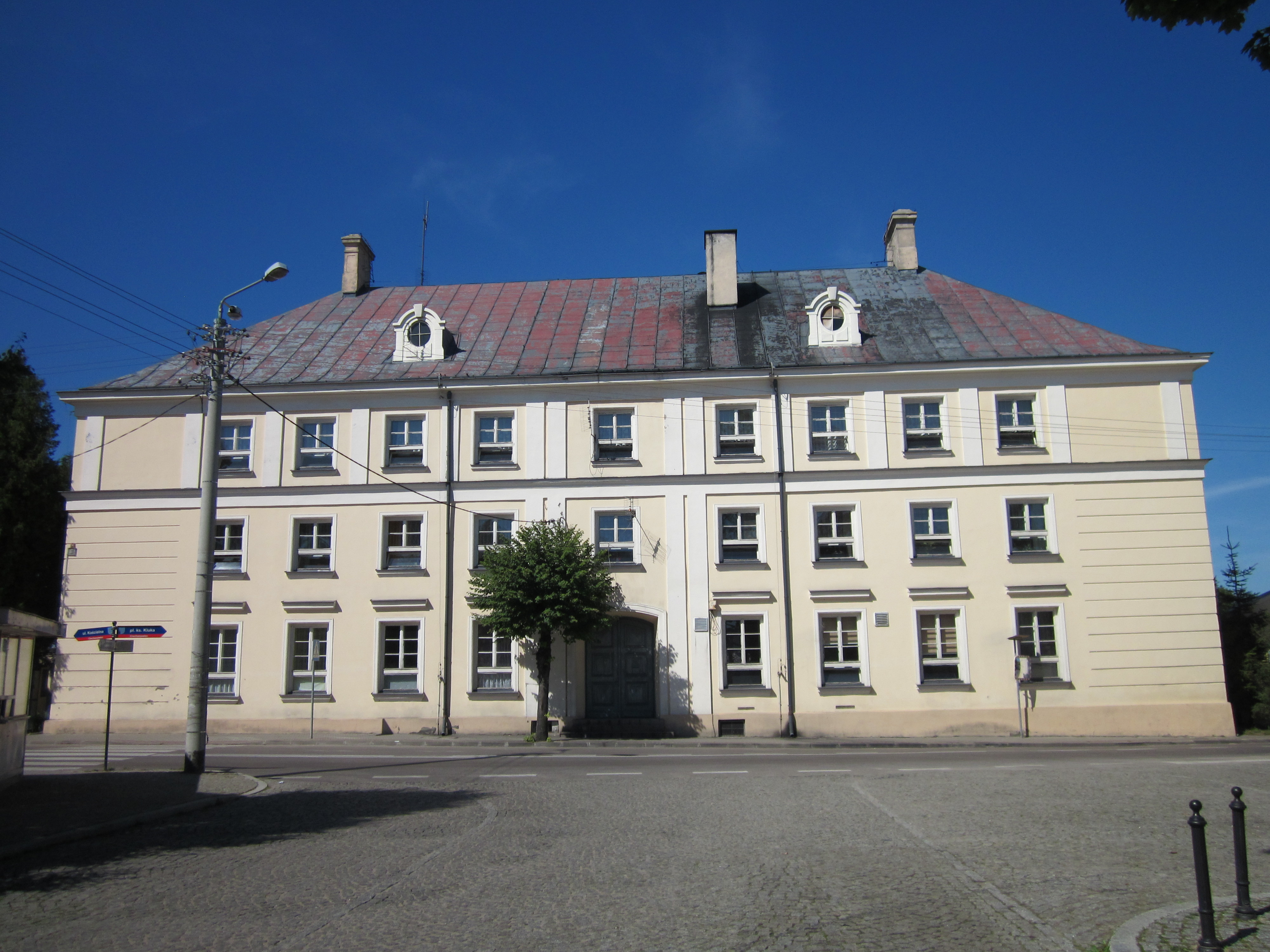
Dawny Zespół Klasztorny sióstr Miłosierdzia (szarytek) z XVIII w.

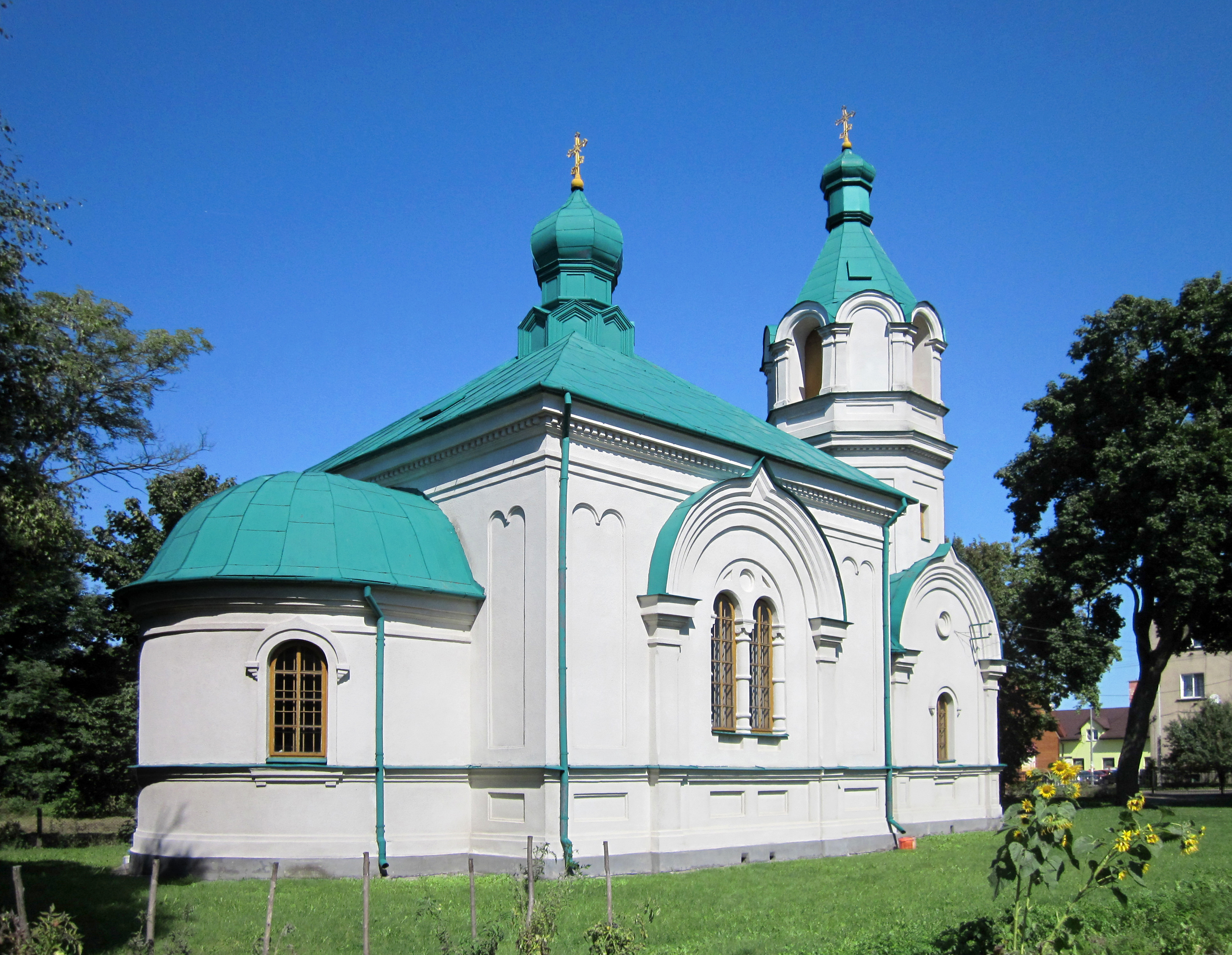
Cerkiew prawosławna pw. Wniebowstąpienia Pańskiego

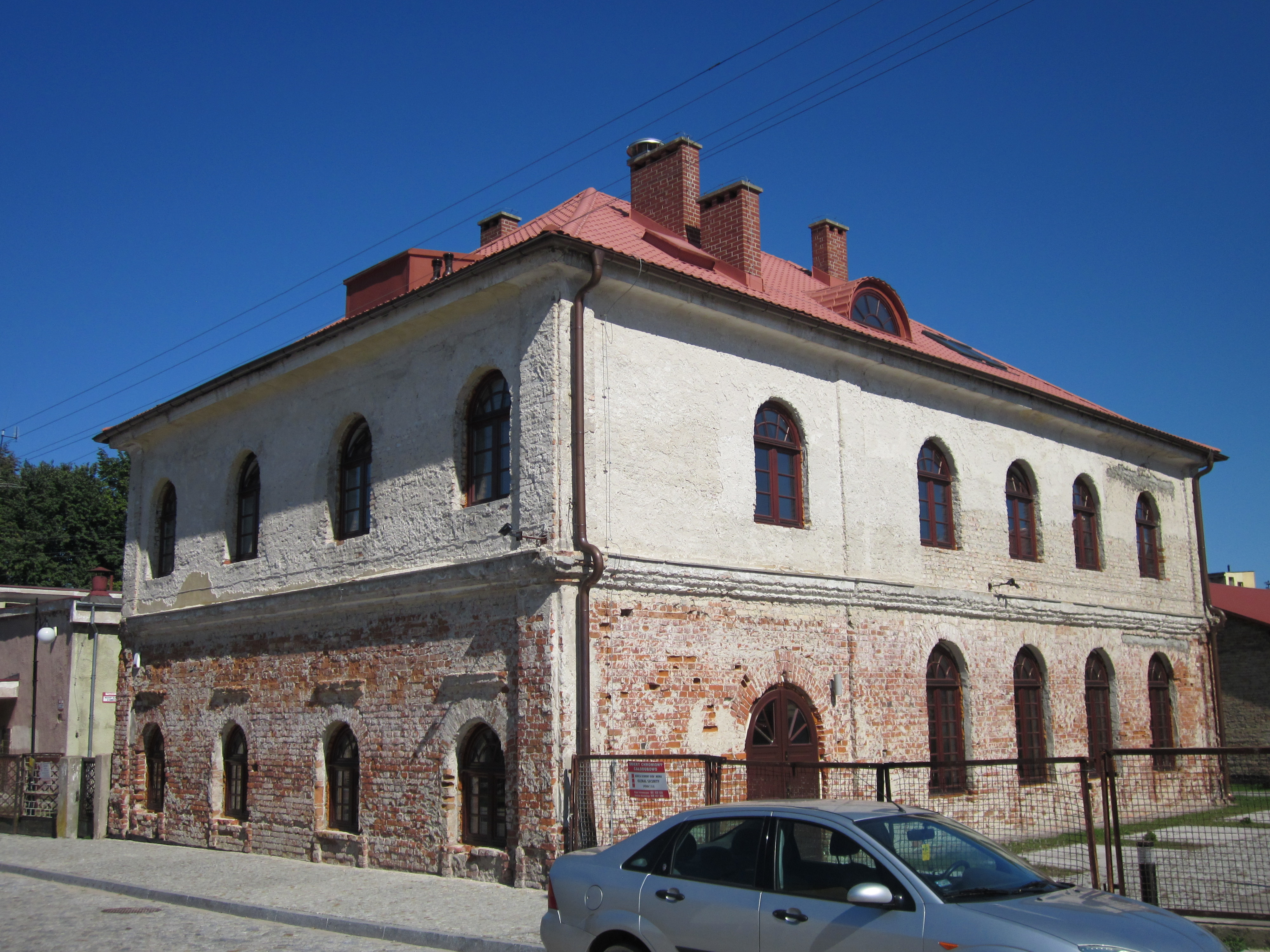
Dawna synagoga obecnie Ciechanowiecki Ośrodek Kultury

- Pałac w Ciechanowcu – w odrestaurowanym obiekcie znajduje się Muzeum Rolnictwa im. ks. Krzysztofa Kluka, wraz z bogatym skansenem, wystawą maszyn rolniczych, ogrodem botanicznym roślin leczniczych, pierwszym w Polsce muzeum pisanki oraz jedynym w Polsce i największym w Europie Muzeum Weterynarii.
- Skansen Mazowiecko-Podlaski – na terenie skansenu znajdują się m.in. reprezentatywne dla regionu zagrody wiejskie, dworek z XIX wieku, spichlerze, młyn, a w lecie organizowane są plenery artystyczne, latem zaś także koncerty.
- Kościół pw. Trójcy Przenajświętszej w stylu barokowym, wzniesionym w latach 1731–1737 z fundacji Franciszka Maksymiliana Ossolińskiego. Można w nim obejrzeć epitafium nagrobne (1848) z marmurowym popiersiem ks. Krzysztofa Kluka.
- Zespół klasztorno-szpitalny z XVIII w. oraz wykonana w stylu neogotyckim XIX-wieczna statua św. Floriana, patrona straży ogniowej.
- Ruiny starej synagogi i mykwy.
- Cerkiew prawosławna Wniebowstąpienia Pańskiego. Wzniesiona w 1864 na miejscu drewnianej świątyni pounickiej. W czasie II wojny światowej była miejscem egzekucji ludności cywilnej dokonanej przez hitlerowców, co upamiętnia obelisk ustawiony na placu cerkiewnym. Świątynia jest siedzibą miejscowej parafii.
- układ przestrzenny średniowiecznego miasta w kształcie wrzeciona, rozciągniętego równolegle do rzeki Nurzec.
- zespół cmentarzy przy ul. Sienkiewicza:
  - cmentarz rzym.-kat, 1 poł. XIX w.
    - ogrodzenie z bramą, 1842
    - kaplica grobowa rodziny Szczuków, 1859

  - cmentarz ewangelicki, nieczynny, 1 poł. XIX w.
  - cmentarz prawosławny, poł. XIX w.
  - pomnik z terenem d. cmentarza żydowskiego,
  - cmentarz wojenny z okresu I wojny światowej (żołnierzy Wojska Polskiego)[13].
- Zamczysko w Ciechanowcu – ślady wałów na planie czworoboku w rejonie ulicy Parkowej. Zamek rycerski nad Nurcem został zbudowany w 1 połowie XVI wieku przez wojewodę połockiego Piotra Kiszkę, którego ród wywodził się z Ciechanowca.  Osobny artykuł: Zamek w Ciechanowcu.

## Turystyka
Jednym z walorów turystycznych Ciechanowca i jego okolic jest przepływająca przez miasto rzeka Nurzec, której dolny, ok. 8-kilometrowy odcinek znajduje się w granicach Obszaru Chronionego Krajobrazu Doliny Bugu i Nurca. Meandry i zakola wijące się wśród pól i lasów stanowią ostoję dla wielu gatunków zwierząt żyjących nad wodą, np. bobrów, wydr oraz różnych gatunków ptaków. Nurzec oraz zalew na Nurcu z ośrodkiem sportowo-rekreacyjnym i plażą stanowi zaś atrakcję m.in. dla miłośników spływów kajakowych.
Okolice Ciechanowca to tereny rolnicze z piaszczystą glebą niskiej jakości, lasy iglaste i mieszane oraz wioski – po części rekreacyjno-letniskowe, zwłaszcza nad Nurcem i Bugiem. Perspektywy rozwoju Ciechanowca wiążą się z gospodarką spożywczą i przetwórstwem, a także z agroturystyką.

## Demografia

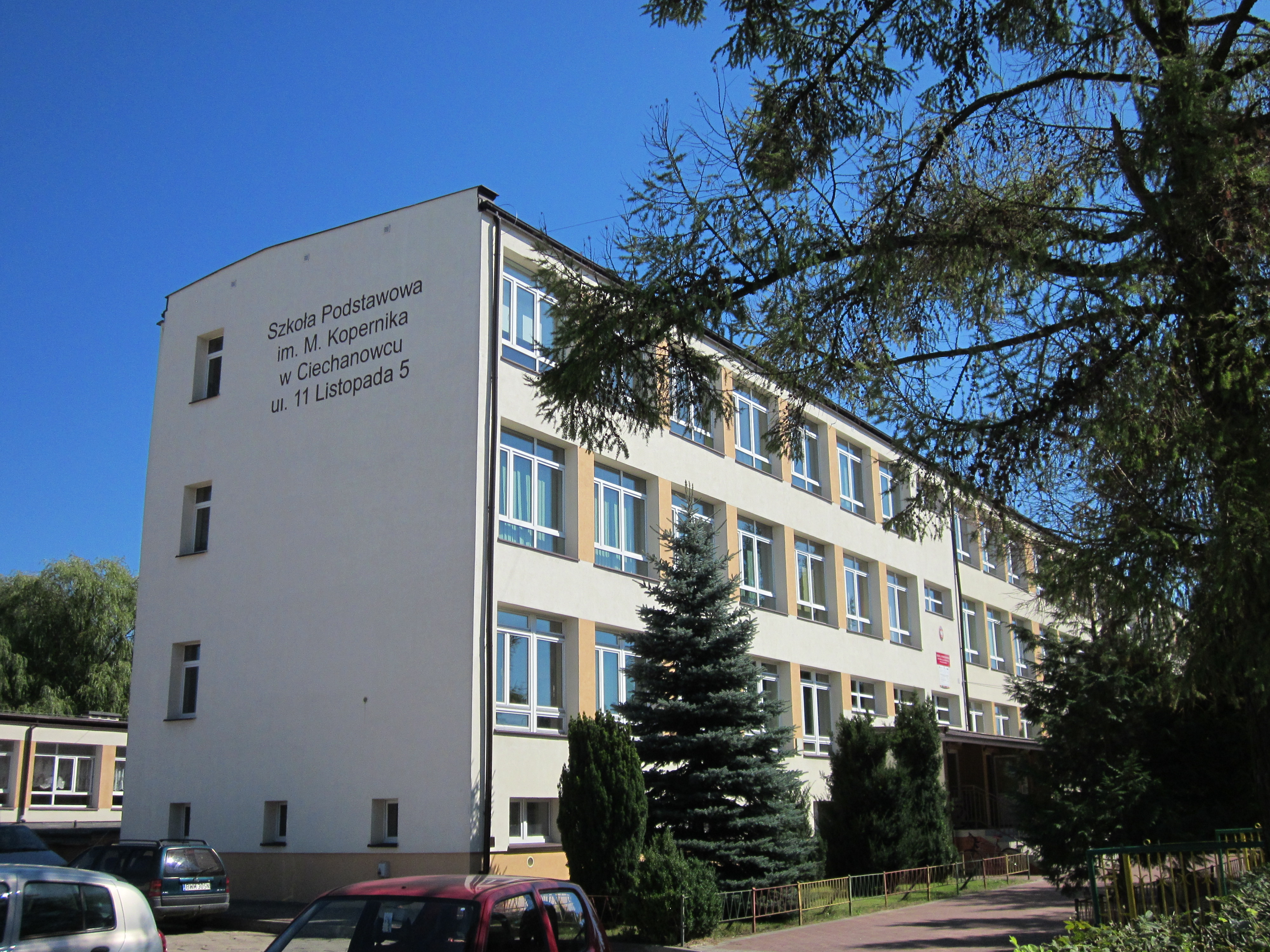
Budynek Szkoły Podstawowej im. M. Kopernika

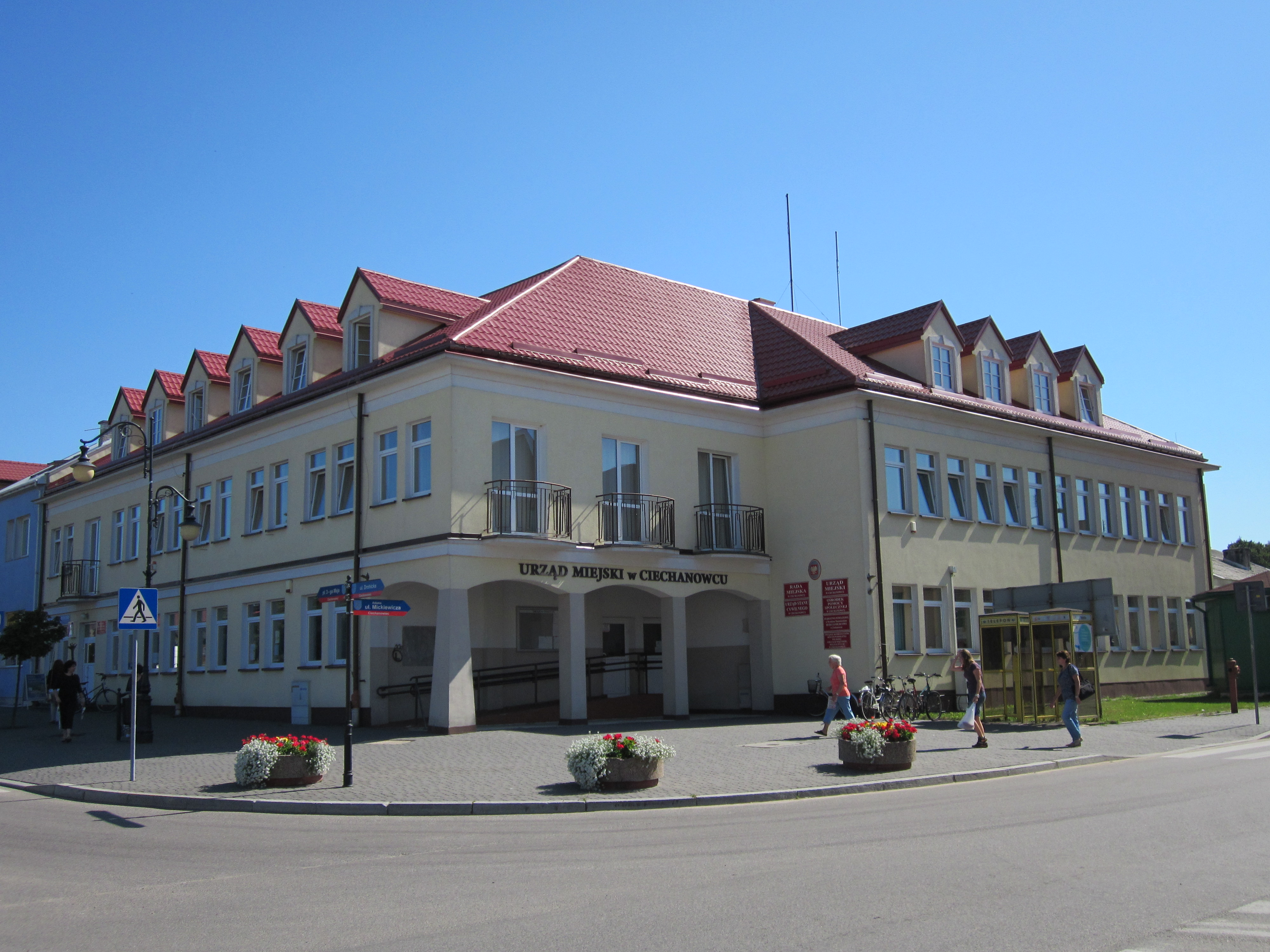
Urząd Miejski przy Placu 3 Maja

Według Powszechnego Spisu Ludności z 1921 roku miasto zamieszkiwało 3291 osób, wśród których 1568 było wyznania rzymskokatolickiego, 39 prawosławnego, 34 ewangelickiego a 1649 mojżeszowego, a jeden mieszkaniec nie określił wyznania. Jednocześnie 1653 mieszkańców zadeklarowało polską przynależność narodową, 11 białoruską, 21 niemiecką, 1603 żydowską a 3 rosyjską. Było tu 361 budynków mieszkalnych.
- Wykres liczby ludności miasta Ciechanowca od 1580:

Źródła: Plan Odnowy Miejscowości Ciechanowiec. Uchwała Rady Miejskiej w Ciechanowcu Nr 110/XVII/08 z dnia 29 maja 2008, Historia Ciechanowca do roku 1947, Żydzi w Ciechanowcu w XVIII–XIX wieku. Część 1

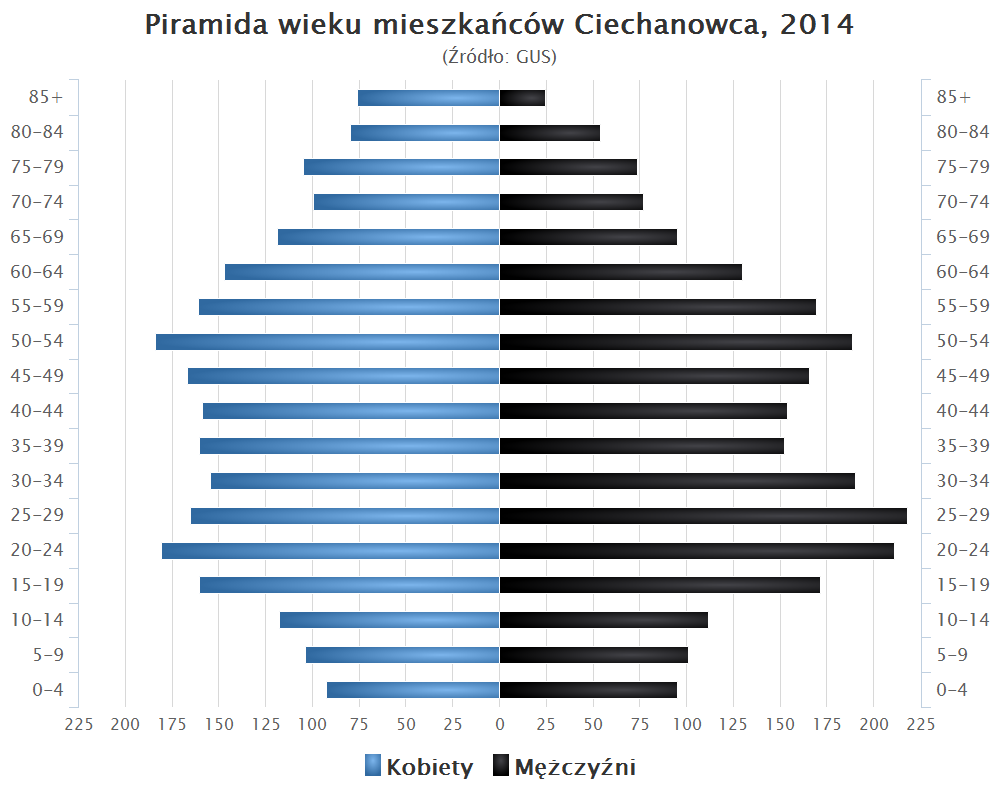
Piramida wieku mieszkańców Ciechanowca w 2014 roku

## Transport
Ciechanowiec leży na skrzyżowaniu trzech dróg wojewódzkich:
- droga wojewódzka nr 681 Roszki-Wodźki – Łapy – Brańsk – Ciechanowiec,
- droga wojewódzka nr 690 Czyżew-Osada – Ciechanowiec – Siemiatycze,
- droga wojewódzka nr 694 Poręba-Kocęby – Brok – Małkinia Górna – Ciechanowiec.

Miasto posiada połączenia autobusowe z Białymstokiem, Siemiatyczami, Warszawą, Gdańskiem, Bielskiem Podlaskim, Łomżą, Zambrowem, Wysokiem Mazowieckiem, Ostrowią Mazowiecką, a także ze stacjami kolejowymi Czyżew-Stacja, Małkinia i Szepietowo.

## Wydarzenia kulturalne
- kwiecień – Jarmark Świętego Wojciecha;
- czerwiec:
  - festyn „Wianki na Nurcu”,
  - „Zajazd Wysokomazowiecki. Szlachty historia na żywo”;
- lipiec – Podlaskie Zawody w Powożeniu Zaprzęgami Konnymi o Puchar Burmistrza Ciechanowca;
- sierpień:
  - „Podlaskie Święto Chleba”,
  - Międzynarodowy Festiwal Folkloru „Podlaskie Spotkania”;
- grudzień – Konkurs Gry na Ludowych Instrumentach Pasterskich im. Kazimierza Uszyńskiego „Ligawki”.

## Administracja
Ciechanowiec jest członkiem stowarzyszenia Unia Miasteczek Polskich.

## Wspólnoty religijne

### Katolicyzm
- Kościół rzymskokatolicki
  - Parafia Trójcy Przenajświętszej (diecezja drohiczyńska)
  - Parafia Najświętszej Maryi Panny z Fatimy (diecezja łomżyńska)

### Prawosławie
- Polski Autokefaliczny Kościół Prawosławny
  - Parafia Wniebowstąpienia Pańskiego

### Restoracjonizm
- Świadkowie Jehowy
  - Zbór[23]

## Galeria

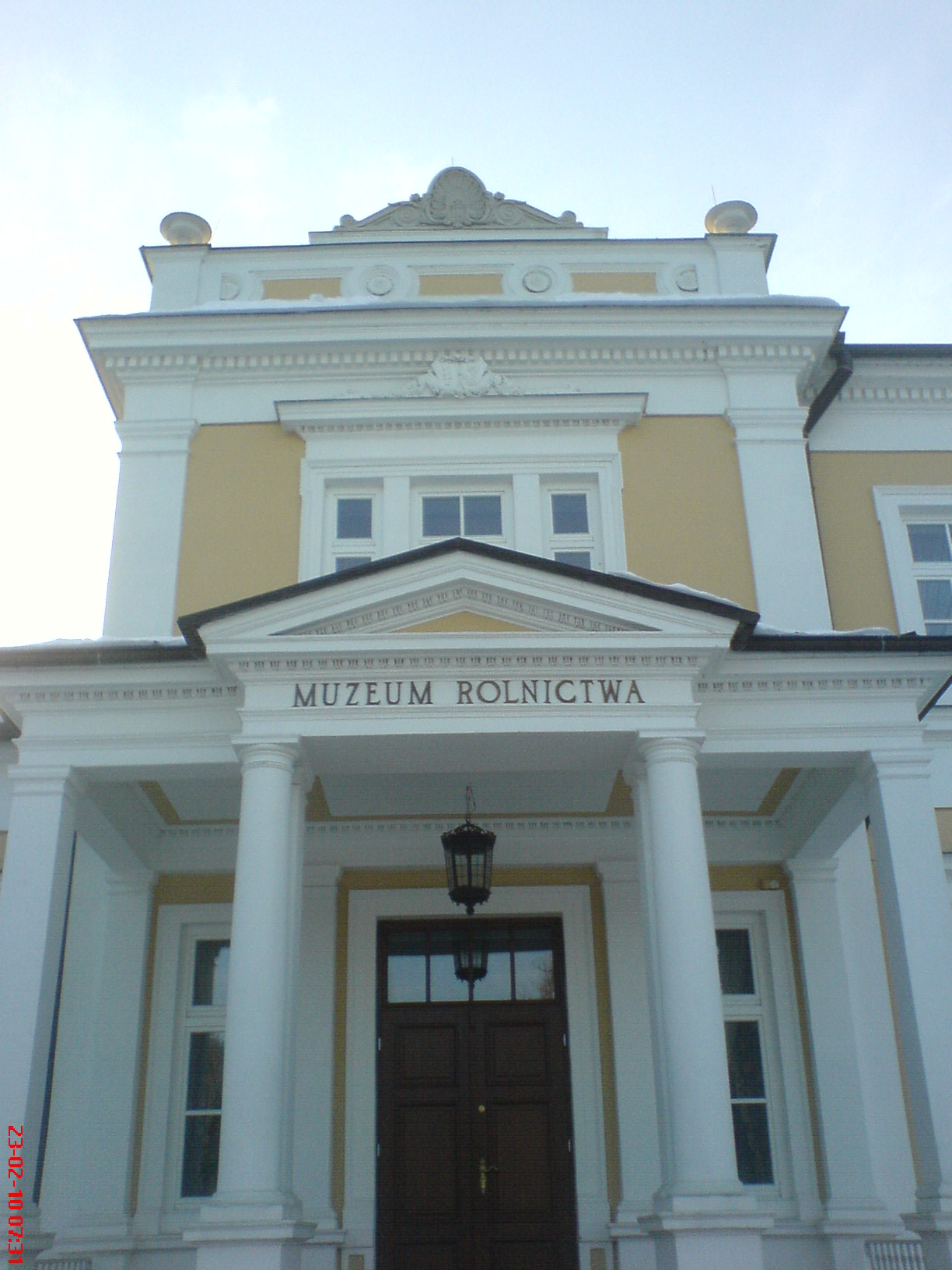
Siedziba Muzeum Rolnictwa im. ks. Krzysztofa Kluka
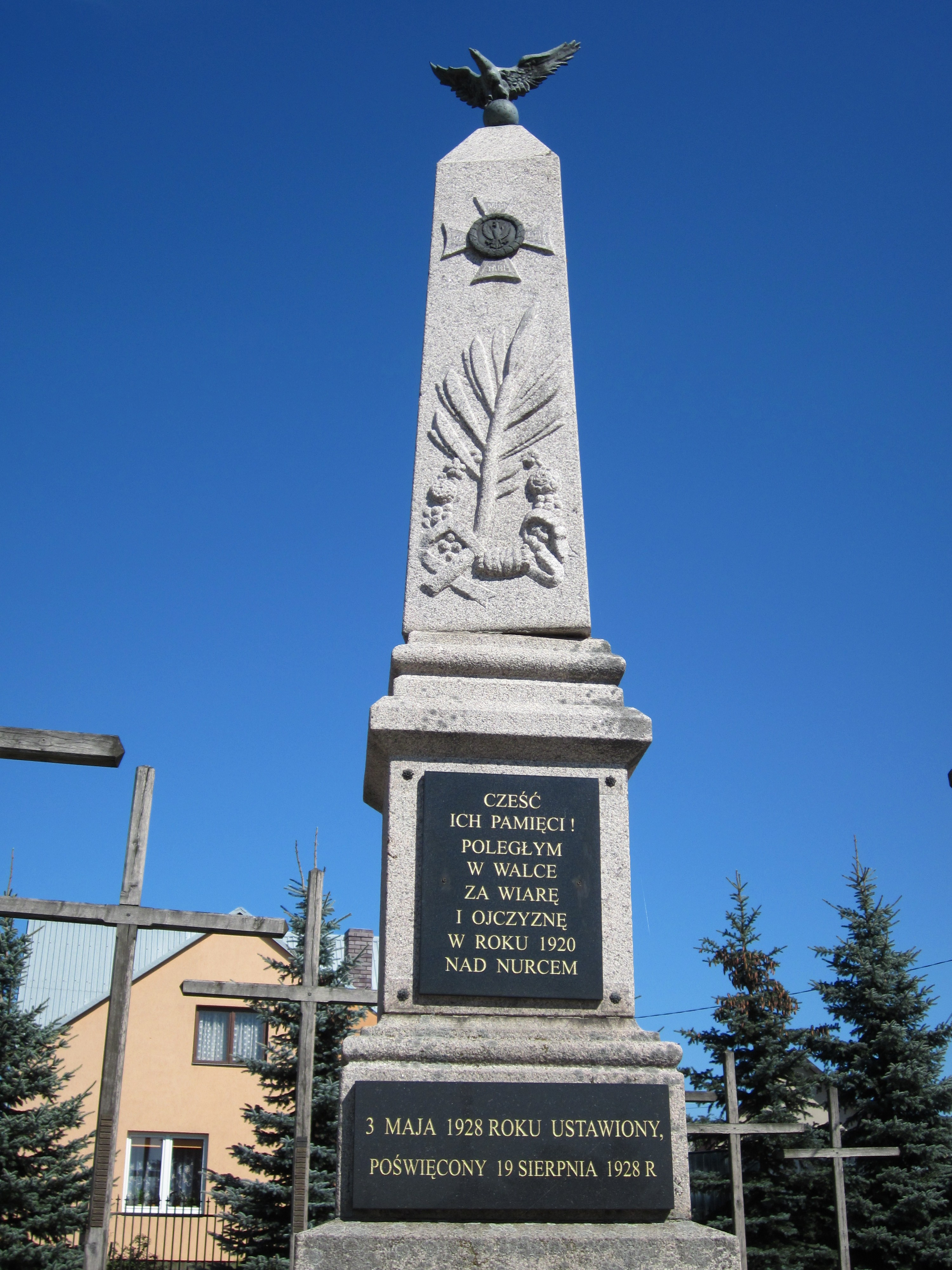
Pomnik – obelisk poległych żołnierzy Wojska Polskiego w 1920 roku nad Nurcem
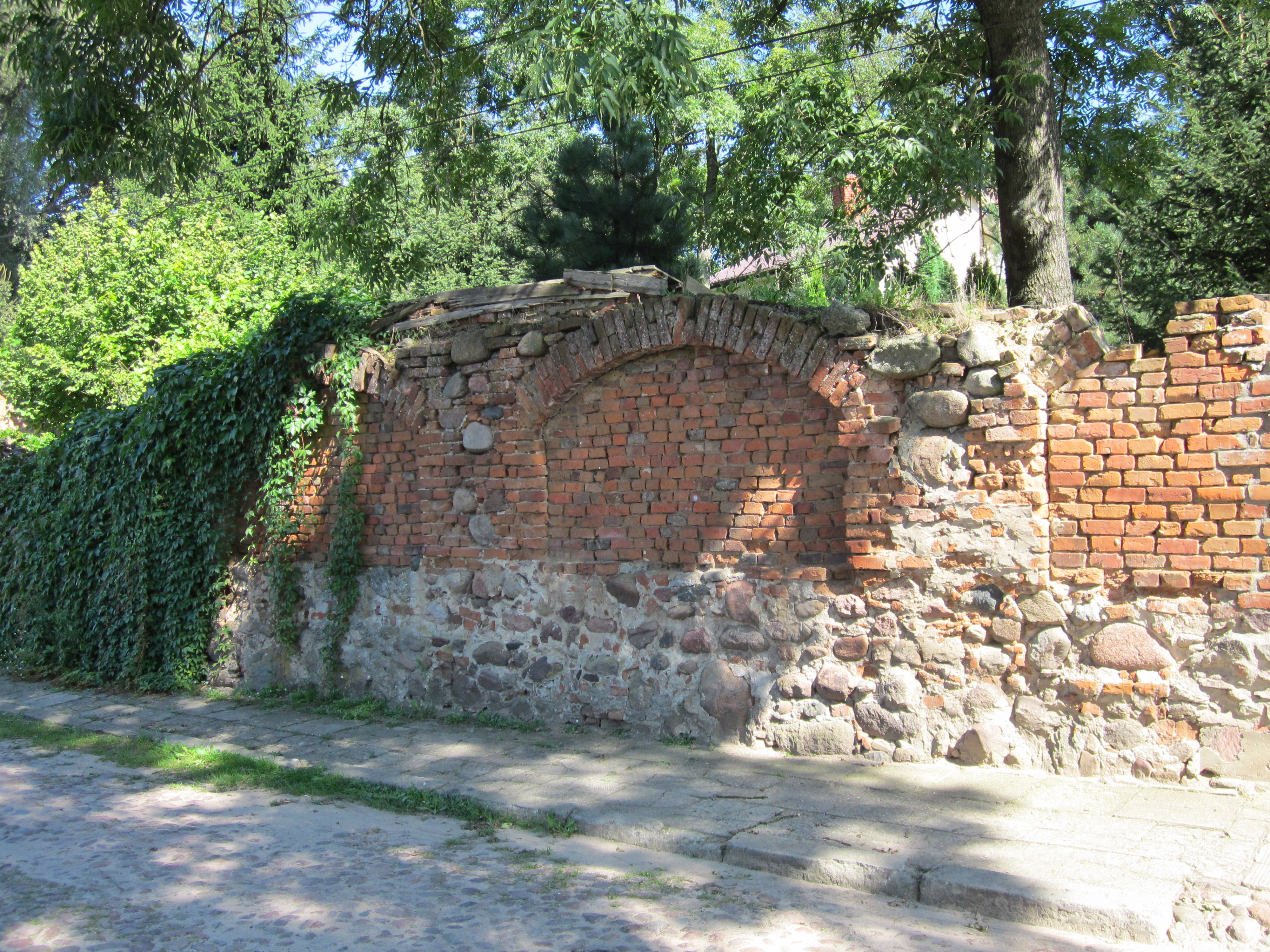
Fragment muru arkadowego przy ul. Parkowej
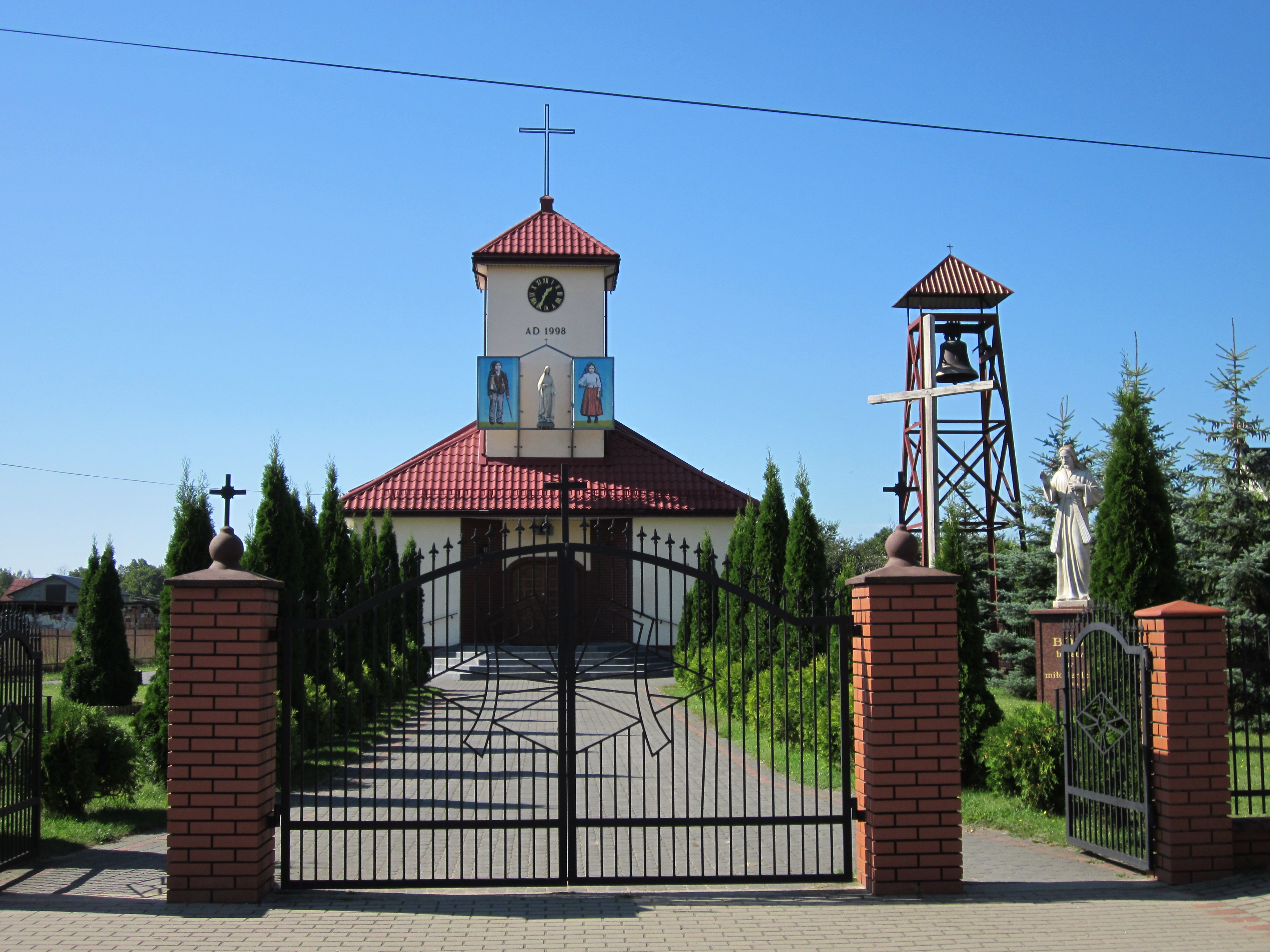
Kościół pw. Najświętszej Maryi Panny z Fatimy
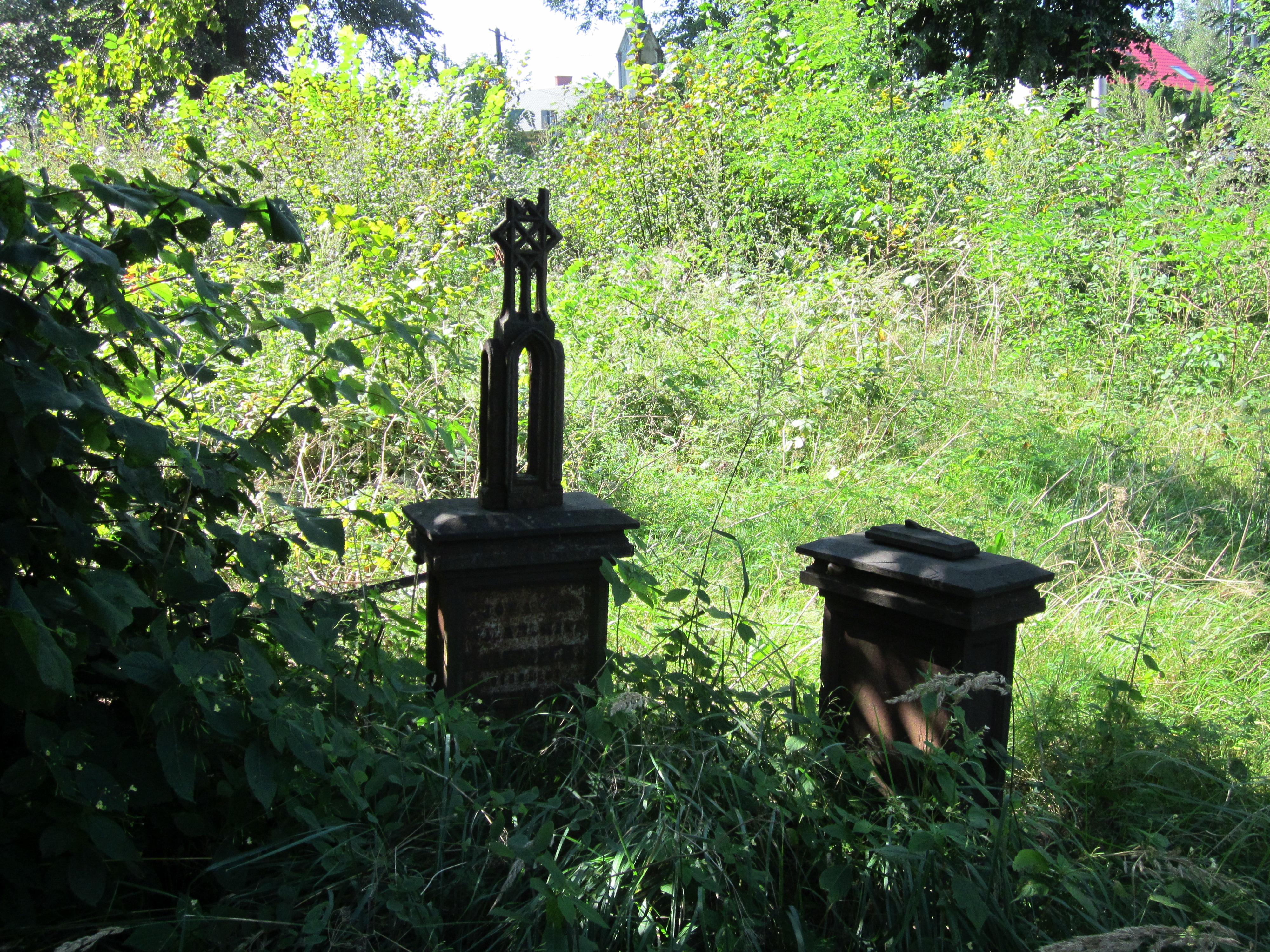
Nagrobki z cmentarza ewangelickiego
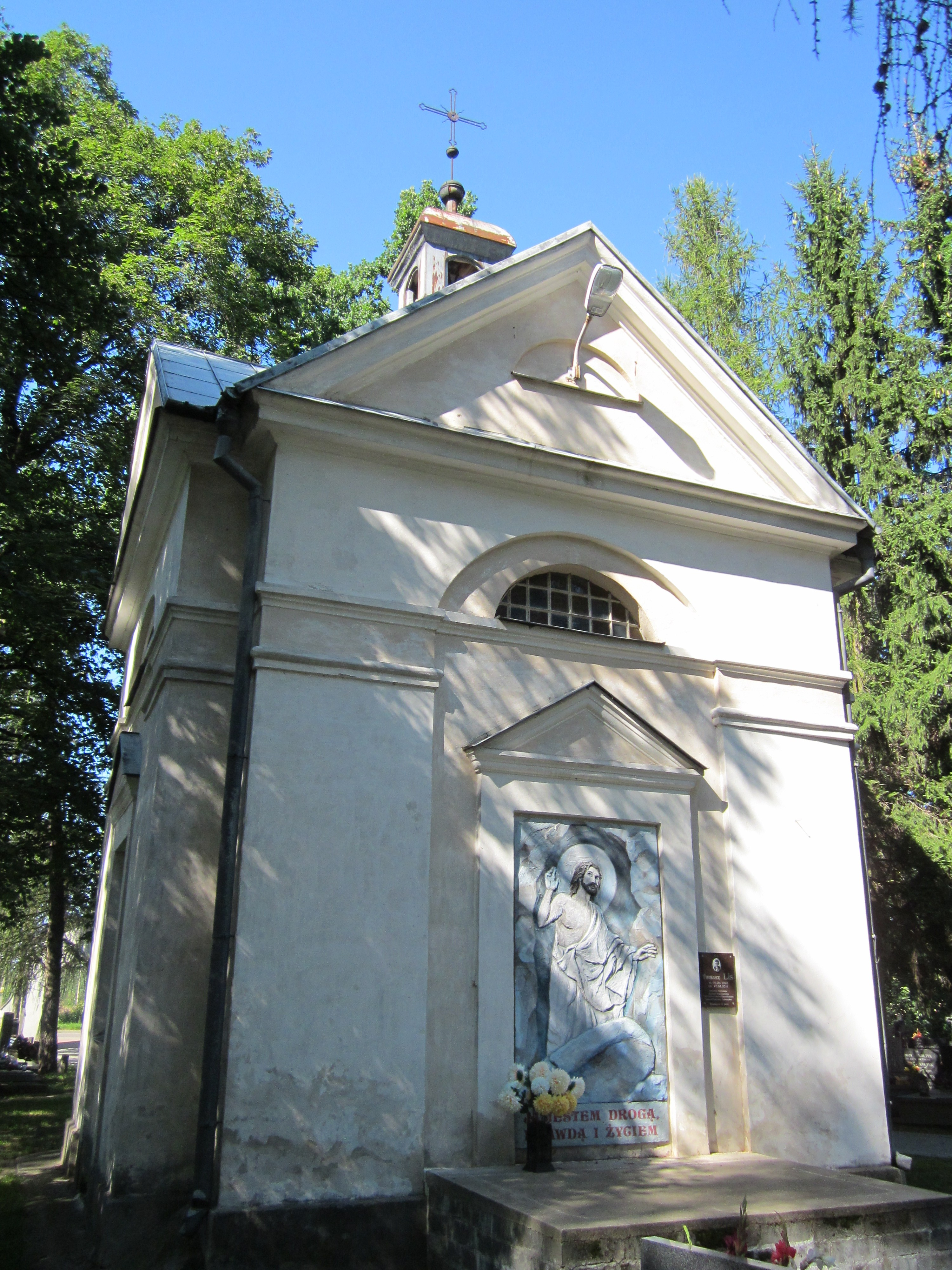
Kaplica cmentarna dawna kaplica grobowa Szczuków, zbudowana ok. 1842 r. z fundacji Artura Ignacego Szczuki, na cmentarzu katolickim przy ul. Sienkiewicza
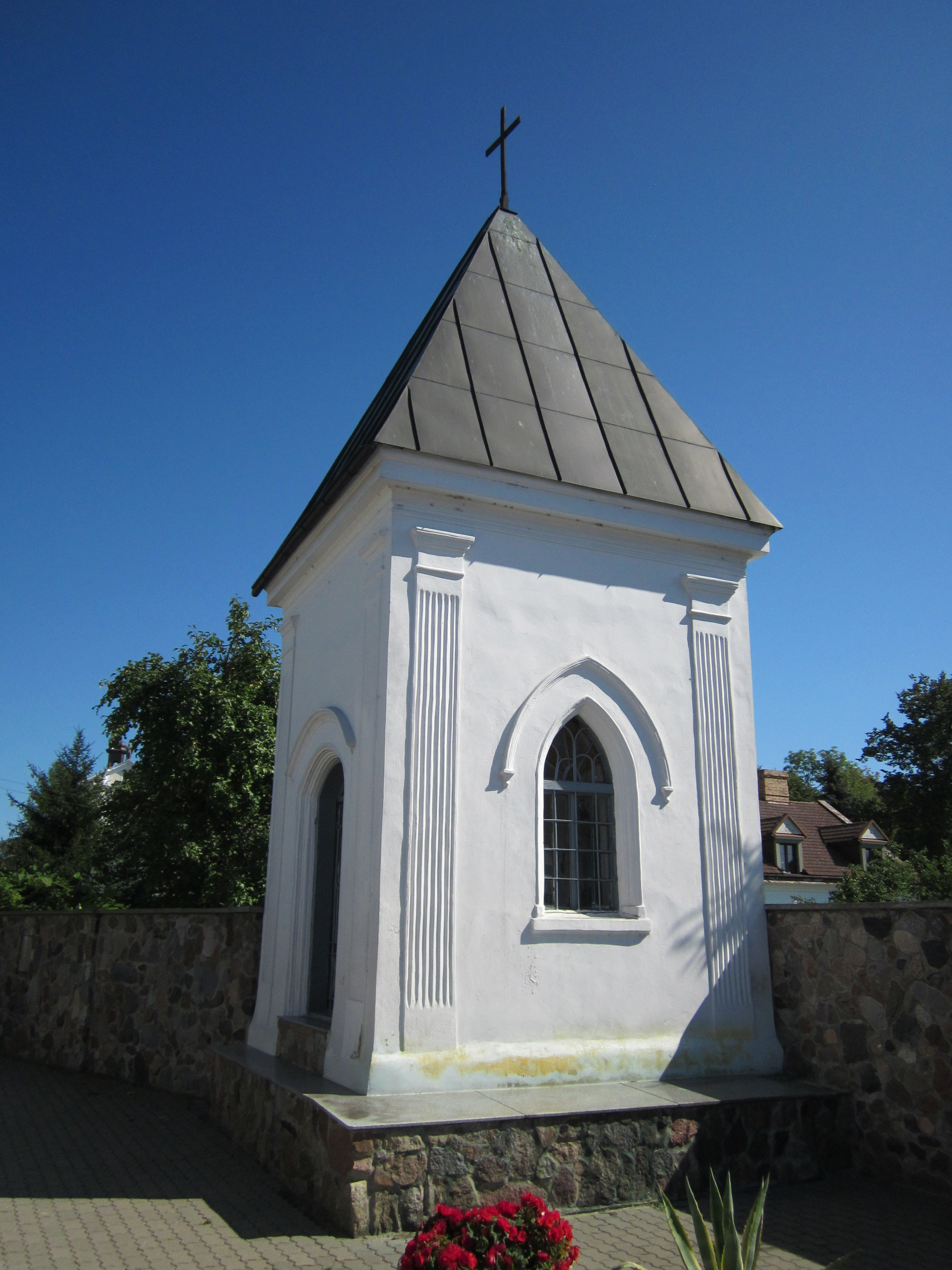
Kapliczka neogotycka pw. św. Antoniego z poł. XIX w.
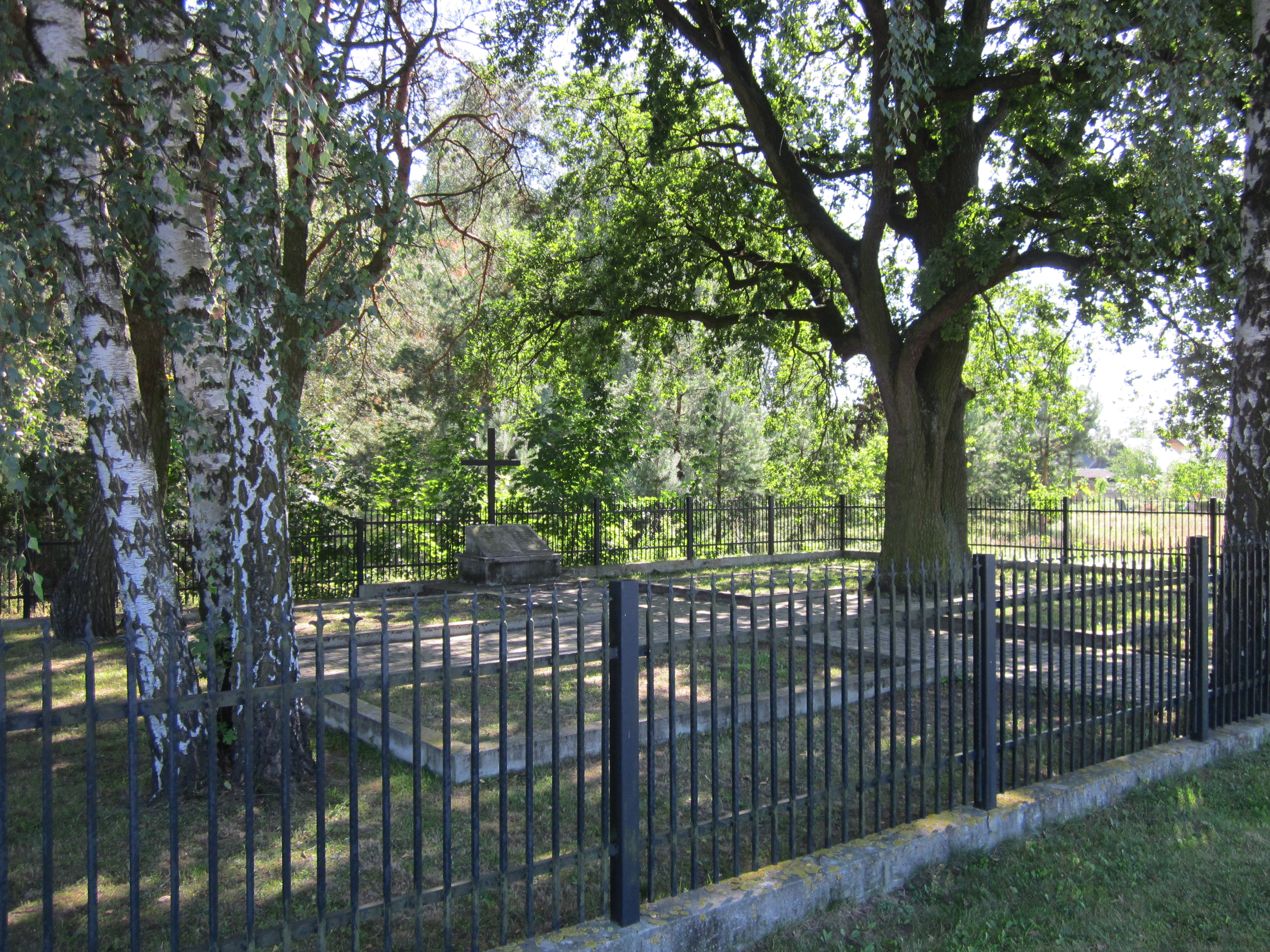
Cmentarz żołnierzy Wojska Polskiego z okresu I wojny światowej
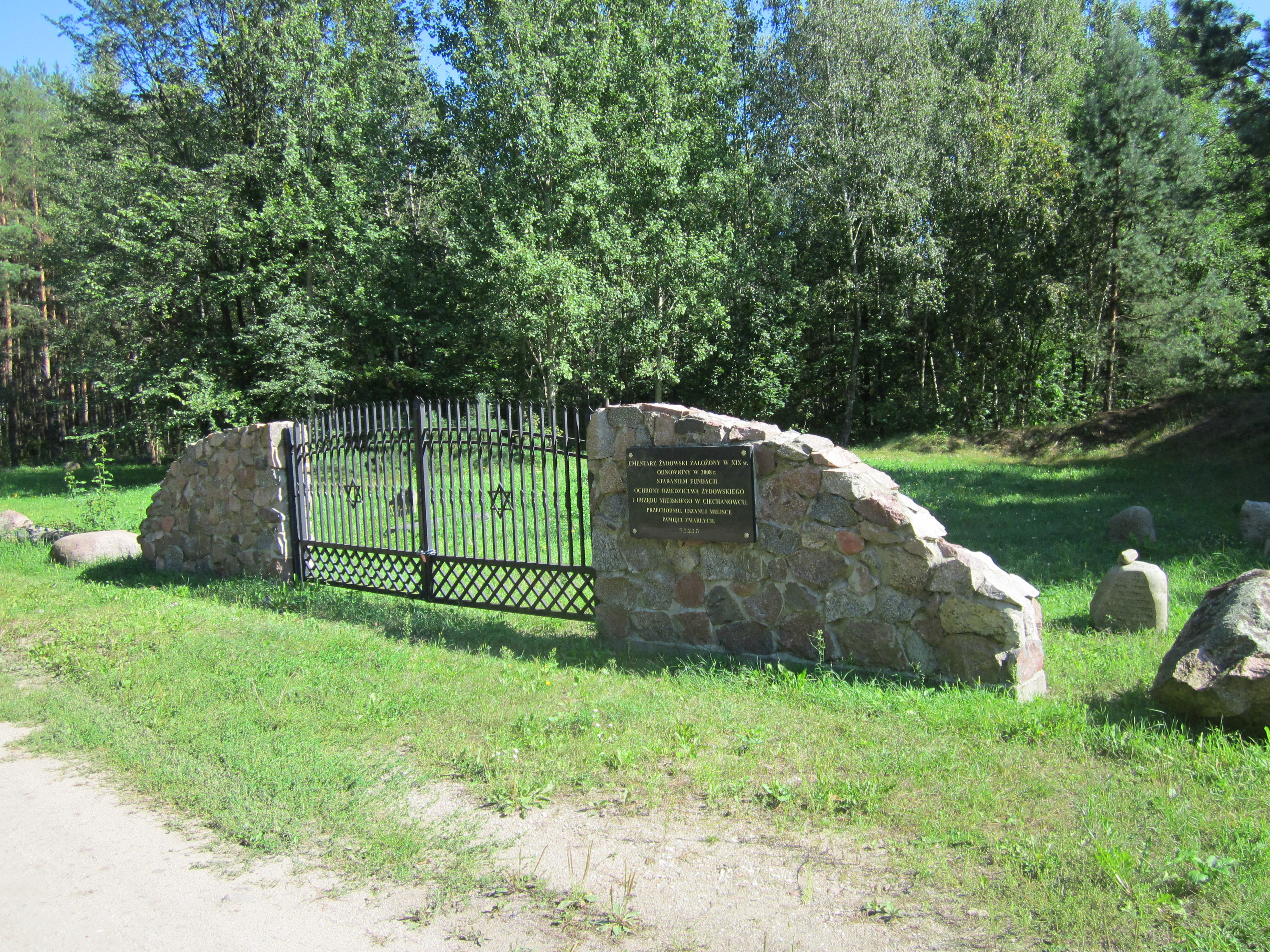
Cmentarz żydowski z XIX w. odnowiony w 2008 r. w rocznicę likwidacji getta w Ciechanowcu
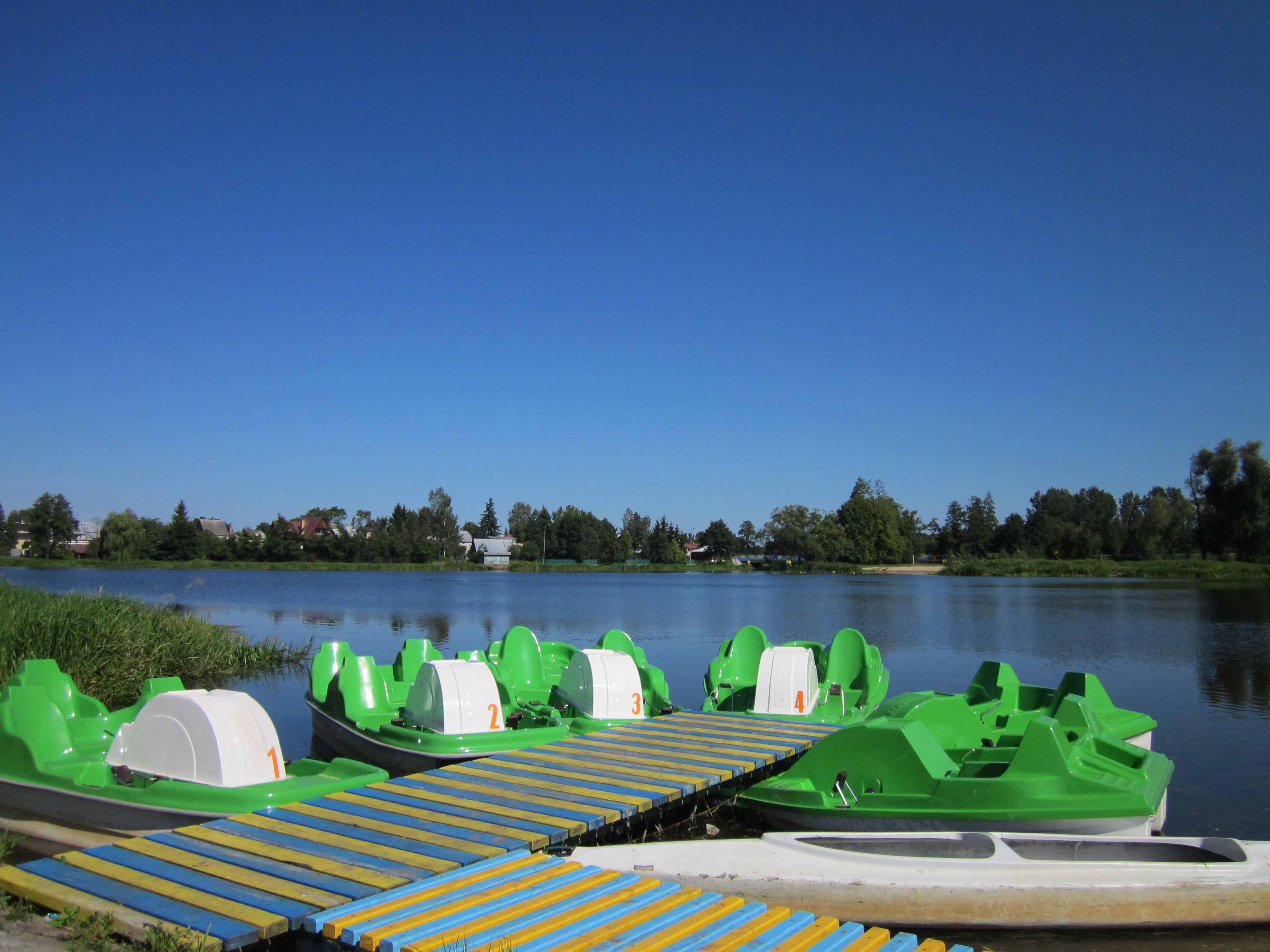
Zalew – wypożyczalnia sprzętu wodnego
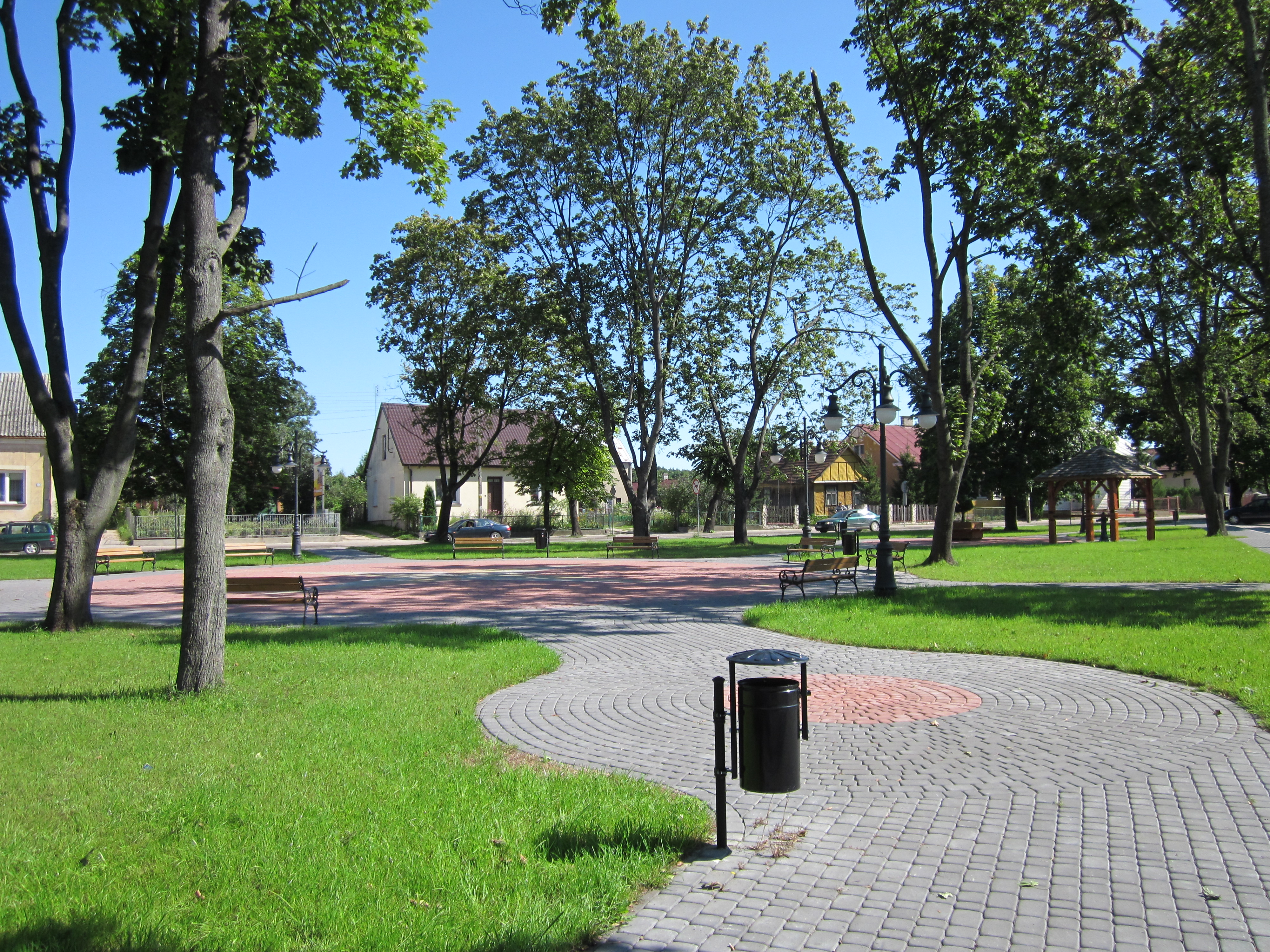
Park przy Placu Jana Pawła II
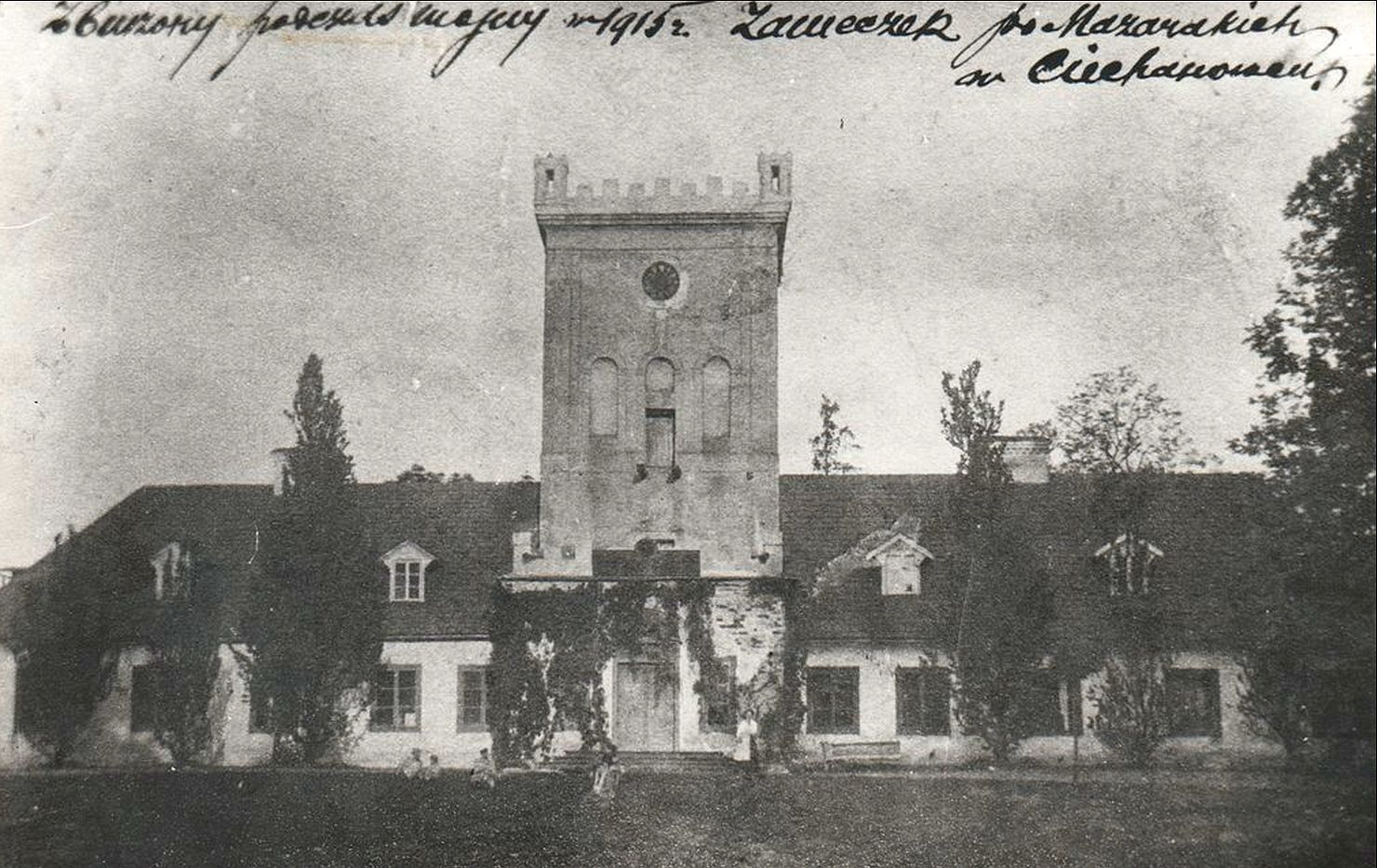
Dwór przed 1915 rokiem zbudowany w miejscu zamku Kiszków.
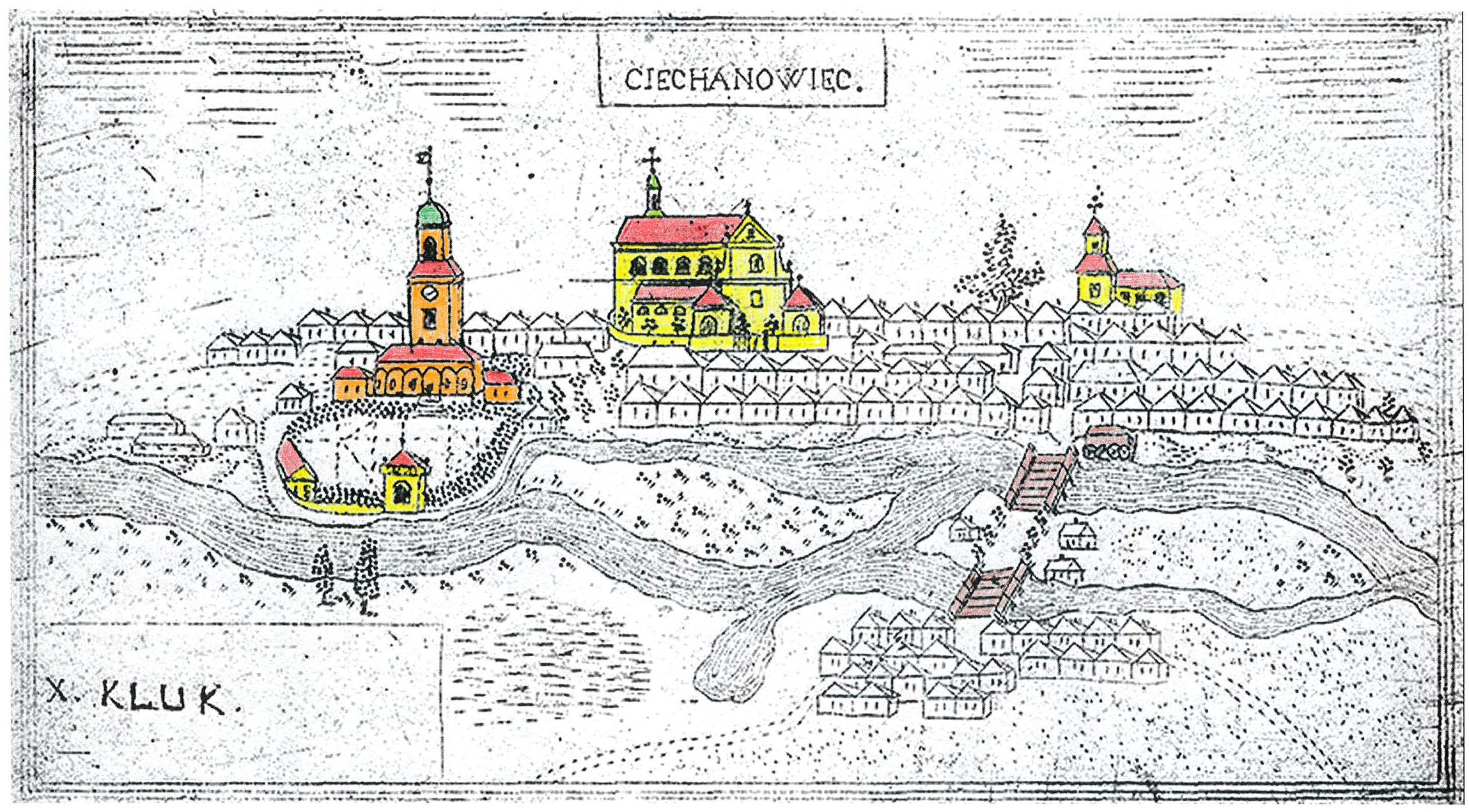
Ciechanowiec około 1770 roku